# Persische Briefe

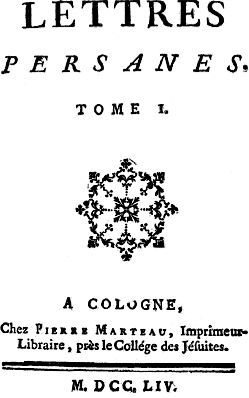
Frontispiz der Ausgabe von 1754

Persische Briefe (französischer Originaltitel: Lettres persanes) ist ein berühmter und viel gelesener Briefroman von Charles de Secondat, Baron de Montesquieu. Er erschien 1721 anonym in Amsterdam. In den 161 Briefen, die der Roman umfasst, spricht Montesquieu schon viele der geschichts- und staatsphilosophischen Themen an, die er später weiter ausarbeiten wird. Heute gilt das Werk als ein Schlüsseltext der Aufklärung. Daneben finden sich eingebettet Erzählungen wie die Parabel von den Troglodyten, die Geschichte des Apheridon und der Astarte oder das Fragment eines alten Mythologen.

## Inhalt

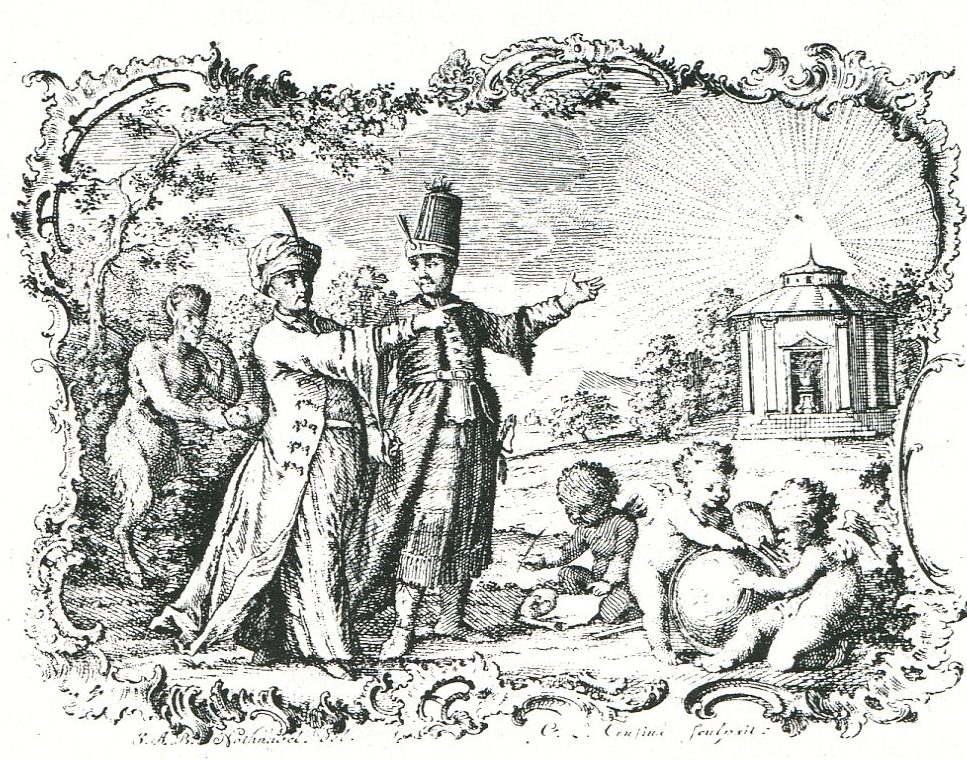
Titelvignette zur deutschen Erstausgabe, 1759

Den Inhalt des Romans bildet die fiktive Korrespondenz zweier fiktiver Perser, Usbek und Rica, die im April 1711 ihre Heimatstadt Isfahan in Persien verlassen, über Ghom und das ostanatolische Erzurum nach Smyrna gelangen und sich von dort nach Livorno einschiffen. Die Reise geht weiter nach Frankreich, sie landen in Marseille, sie kommen im Juni 1712 in Paris, dem Ziel ihrer Reise, an. Ihr Aufenthalt in Frankreich beginnt in den letzten Regierungsjahren Ludwigs XIV. und endet zu Beginn der Regentschaft von Philipp von Orléans.
Hierbei schildern sie – dies ist der aufklärerische Kern des Werkes – ihren Korrespondenzpartnern (z. B. Rustan in Isfahan, Mirza in Isfahan, Nessir in Isfahan, der Grabwächter von Ghom (Mullah Mehmet Ali), Ibben in Smyrna oder Rhedi in Venedig) die kulturellen, religiösen und politischen Verhältnisse vor allem in Frankreich und besonders in Paris mit einer Mischung aus Staunen, Kopfschütteln, Spott und Missbilligung. Daneben findet Montesquieu Gelegenheit, aus den unterschiedlichen Perspektiven seiner Briefschreiber und auch der Antwortenden weitere der Aufklärung wichtige Themen zu behandeln, wie Religion und Priestertum, Sklaverei, Polygamie u. a. Darüber hinaus flicht er um die zu Hause gebliebenen Haremsdamen Usbeks einen romanesken Handlungsstrang ein, der durchaus zum Erfolg des Buches beitrug.

## Form
Der Roman besteht aus einer lockeren Folge von 161 Briefen, die ohne Zwischentexte oder Erläuterungen aneinandergereiht sind. Korrespondenten, Adressaten und Themen wechseln sprunghaft, ohne dass zunächst eine schlüssige Struktur zu erkennen wäre.
Als eine Art Rahmen, bzw. als ein verbindendes Element, dienen die Ereignisse im Serail Usbeks. Zu Beginn des Romans hat er dort von seinen Frauen Abschied genommen, sie sind immer in seinen Gedanken gegenwärtig, er schreibt ihnen viele Briefe, empfängt auch einige wenige und eine ganze Menge von dem für den Harem verantwortlichen Obereunuchen. Der Roman endet mit dem Abschiedsbrief, den seine Lieblingsfrau Roxane, bevor sie durch Gift sterben wird, an Usbek geschrieben hat. 
Eingestreut in die Briefe sind abgeschlossene Erzählungen wie die über die Troglodyten (Brief 11–14), das Märchen von Apheridon und Astarte (Brief 67) als eine Art Allegorie über das Weltbürgertum oder ein kurzer Essay über das Völkerrecht (Brief 94) und Überlegungen zur Finanzpolitik von John Law (Brief 132).

## Historischer Hintergrund
Ab 1714 war Montesquieu als Conseiller am Parlamentsgerichtshof in Bordeaux angestellt, 1716 wurde er Senatspräsident. Während dieser Zeit entstand der Roman, sein erstes literarisches Werk nach einer Reihe von juristischen Abhandlungen. Eine anonyme Veröffentlichung im protestantischen Ausland diente dazu, Eingriffe der Zensur oder ein Verbot zu vermeiden. Zu seinen Lebzeiten gab es keine Publikation seines Romans unter seinem Namen.
Briefromane haben in Frankreich eine lange Tradition. Sie beziehen sich in der Regel auf Emotionen, Stimmungen, Persönliches, bzw. sind als Reiseberichte konzipiert. Es gibt sowohl Beispiele für Satiren, wie Pascals Lettres provinciales (1656/57), Romane, wie die Lettres portugais von Gabriel de Guilleragues, der erste Briefroman in Frankreich überhaupt, der lange für einen authentischen Briefwechsel gehalten wurde oder der 1684 in Frankreich erschienene Roman des Genuesers Giovanni Paolo Marana (1641–1693) L'Espion du Grand seigneur (1684), in dem ein Türke in Briefen nach Konstantinopel aus Europa, insbesondere aus Frankreich berichtet.
Das Neue an Montesquieus Persischen Briefen ist die polyphone Vielfalt der Stimmen und die Vielzahl von philosophischen, politischen und religions- und kulturkritischen Themen, die angerissen werden.
Intention des Autors war es, seine Leserschaft die Sitten und Gebräuche sowie die religiösen und politischen Institutionen seines Heimatlandes Frankreich aus einer distanzierten und kritischen Außensicht betrachten zu lassen und „fremde“ Verhältnisse mit den eigenen zu vergleichen. Die Sicht Montesquieus, gleichsam die „Hülle“ des Ganzen, entspricht den Vorstellungen der ersten Generation der Philosophen der Aufklärung.
Dass er seine Reisenden aus Persien kommen und auch Haremsdamen auftreten lässt, erklärt sich unter anderem daraus, dass der Orient nach dem Erscheinen der Reiseberichte von Jean Chardin (1643–1713), Jean de Thévenot (1633–1667) oder Jean-Baptiste Tavernier (1605–1689) nicht nur in Frankreich zum Tagesgespräch geworden war, wie auch die 1704-1708 erschienenen Geschichten aus Tausend und einer Nacht (1704–1708) und ein Blick auf Montaignes reichhaltige Bibliothek belegen.

## Rezeption
Das Buch war von Anfang an ein großer Publikumserfolg. Es wurde im Erscheinungsjahr mehrmals nachgedruckt, und zu Lebzeiten des Autors stieg die Zahl der französischen Ausgaben auf über dreißig an. Frühe Übersetzungen ins Englische und danach ins Deutsche und Russische trugen zu dem europaweiten Erfolg des Buches bei. Andrew Kahn nennt sie in seiner Einleitung zu Margaret Mauldons Neuübertragung der Lettres Persanes ins Englische „perhaps the first great popular work of the European Enlightenment“.
Die Persischen Briefe wurden von der französischen Zensur ignoriert. Nach Edgar Mass erscheint das Buch auf keiner offiziellen Liste in Frankreich verbotener Bücher, erhielt aber auch nie ein Placet und einen offiziellen Stempel, dass das Buch von der Zensur genehmigt war.
Nachdem Montesquieus „Vom Geist der Gesetze“ bereits 1751 auf den Index librorum prohibitorum gesetzt worden war, folgten 1761 auch seine Persischen Briefe.
Zitate

„Die „Persischen Briefe“ fanden sofort einen so reißenden Absatz, daß die Buchhändler Alles aufboten, um Fortsetzungen davon zu erhalten. Sie zupften Jeden, der ihnen in den Wurf kam, am Aermel und sagten ihm: „Mein Herr, schreiben Sie mir persische Briefe“.“

„Durch seine Lettres persanes machte sich Montesquieu zuerst bekannt. Die große Wirkung, welche sie hervorbrachten, war ihrem Gehalt und der glücklichen Behandlung desselben gleich. Unter dem Vehikel einer reizenden Sinnlichkeit weiß der Verfasser seine Nation auf die bedeutendsten und gefährlichsten Materien aufmerksam zu machen.“

„Kein französischer Autor hat jemals vorher so perfekt gesagt, was alle fühlten oder sagen wollten; und das so gekonnt und unterhaltsam, als ob ein Mann nach dem Dinner einer Geschichte erzählt.“

„Eleganteres wurde nie geschrieben. Der Wandel des Geschmacks, die Erfindung stärkerer Mittel haben diesem vollkommenen Buch nichts genommen.“

### Rezeption in England
Die 1722 erschienene erste englische Übersetzung durch John Ozell († 1743) wurde mehrfach nachgedruckt und erreichte 1773 eine sechste Auflage.
Danach kamen in rascher Folge eine Reihe von sogenannten Fortsetzungen und Nachahmungen im Stil Montesquieus heraus. Diese Autoren bemühten sich, an den Publikumserfolg der Persischen Briefe anzuknüpfen, obwohl nur wenige – wie Montesquieus amerikanischer Übersetzer R. N. MacKenzie anmerkt – an den künstlerischen Rang und die Intelligenz Montesquieus heranreichen.
1735 veröffentlichte George Lyttleton anonym seine 
„Letters From a Persian in England, to His Friend in Ispahan“.
Korrespondenten sind dieselben wie bei Montesquieu, ihre Beobachtungen aber freundlicher, weniger spitz-satirisch, und die Kommentare zur englischen Verfassung sind kaum eine kritische Analyse als eine offene Panegyrik. Auch dieses Buch war in England sehr erfolgreich und verkaufte sich noch gut nach Lyttletons Tod.
1760 publizierte Oliver Goldsmith seine Satire „The Citizen of the World, or, Letters from a Chinese Philosopher“, in der London und die englische Gesellschaft mit den Augen eines chinesischen Besuchers gesehen werden., und damit war der Anfang gemacht für eine Reihe von mehr oder weniger amüsanten oder skurrilen Kommentaren über Land und Leute in England, in denen Geschichten und Charakterskizzen von Personen nur lose durch einen narrativen Faden zusammengehalten werden.

### Rezeption in Deutschland
1760 verfasste Friedrich II. unter Pseudonym die Relation de Phihihu Emissaire de l'Empereur de la Chine en Europe, traduit du Chinois, veröffentlicht in dem fingierten Verlag Pierre Marteau, Cologne. In dem von den Persischen Briefen inspirierten kleinen Text berichtet ein chinesischer Reisender, der in Begleitung eines Jesuiten aus China über Konstantinopel nach Rom reist, von den Sitten und Unsitten in Europa. Ausführlich erörtert werden Missstände in der katholischen Kirche mit besonderer Berücksichtigung der Situation in Rom und der Lage jüdischer Conversos. Friedrichs kurzer Briefroman steckt aber auch voller Anspielungen auf aktuelle politische Ereignisse und Reflexionen über die Unterschiede, in einer christlichen oder konfuzianisch geprägten Gesellschaft zu leben.
Herbert Rosendorfer variiert den formalen Ansatz der Lettres in seinem Roman Briefe in die chinesische Vergangenheit. In seiner Satire lässt im Jahr 985 zwei befreundete Chinesen mit Hilfe einer Zeitmaschine in das München von 1985 reisen.

### Rezeption in Österreich
Johann Pezzl, ein Wiener Journalist, der zum Kreis antiklerikaler Aufklärer in Wien gehörte, schrieb während seiner Zeit als Bibliothekar des Fürsten Kaunitz den Briefroman „Abdul Erzerum's neue persische Briefe“, der 1787 bei Stahel in Wien veröffentlicht wurde. Seinen Protagonisten, der kritische bzw. satirische Briefe aus Wien nach Persien schreibt, stellt er als Enkel Usbeks vor.
Ab 1785 verfasste der Schriftsteller Joseph Richter zunächst einen Briefroman in zwei Bänden, die so genannten Eipeldauer-Briefe (vollständiger Titel Briefe eines Eipeldauers an seinen Herrn Vetter in Kakran über d’Wienstadt). Ludwig Plakolb, Bearbeiter der Eipeldauer-Briefe, hat im Nachwort zu der von ihm 1970 herausgegebenen Ausgabe darauf hingewiesen, dass die Persischen Briefe als Muster für Richter dienten.
In dem Buch kommentiert ein Bauer aus den Dorf Eipeldau mit spöttischer Feder die Sitten, Gebräuche und aktuellen Ereignisse in Wien, und zwar in einer stilisierten Wiener Mundart. Da das Buch in Wien außerordentlich populär wurde, ließ Richter weitere Fortsetzungen folgen, so dass das Werk allmählich die Form eines Periodikums und lokalen Klatschblattes annahm. Die Eipeldauer Briefe erschienen unter wechselnden Herausgebern, bis sie 1821 ihr Erscheinen einstellten.

## Ausgaben (Auswahl)
Die Lettres Persanes erschienen erstmals am 28. Mai 1721 in Amsterdam bei dem hugenottischen Verleger Jacques Desbordes, allerdings anonym und unter dem fiktiven Verlagsnamen Pierre Marteau, Cologne. Diesem, Ausgabe A genannten Erstdruck folgte im gleichen Jahr eine zweite Auflage, genannt Ausgabe B. Ausgabe A dient als Grundlage für die historisch-kritische Ausgabe der Œuvres complètes de Montesquieu, die 2004 von der Fondation Voltaire herausgebracht wurde. Es gibt bisher keinerlei Quellen, warum der Verleger nach so kurzer Zeit eine zweite, veränderte Auflage folgen ließ. Ausgabe B enthält drei neue Briefe, während dreizehn aus dem Erstdruck entfernt wurden. Beide Manuskripte sind nicht erhalten. Die letzte zu seinen Lebzeiten herausgegebene Ausgabe von 1754 enthält ein Vorwort von Montesquieu mit dem Titel „Quelques reflexions sur les lettres persanes.“
Die zu Lebzeiten des Autors, d. h. bis etwa 1755 erschienenen rund dreißig Ausgaben verwenden beide Textvarianten.
Ausgaben
- Œuvres complètes de Montesquieu. 22 Bände [geplant]. Bd 1-4, 8-9, 11-13, 16, 18 herausgegeben durch die Voltaire Foundation (Oxford), das Istituto italiano per gli Studi Filosofici (Neapel); seit 2010 erschienen in ENS Editions, Lyon und Classiques Garnier, Paris.

Die erste umfassende und historisch-kritische Ausgabe der Werke Montesquieus.
Bd 1: Lettres Persanes et introduction génerale. 2004.
- Lettres persanes. Hrsg. von Monika Schlitzer. Ungekürzt u. unbearbeitet mit Worterklärungen am Fuß jeder Seite, Nachwort u. Literaturhinweisen. Reclams Fremdsprachentexte. Stuttgart: Reclam 1987. (Reclam Universal-Bibliothek. 9226.) ISBN 978-3-15-009226-2

deutsche Übersetzungen
Die erste deutsche Übersetzung von Christian Ludwig von Hagedorn, dem jüngere Bruder des Poeten Friedrich von Hagedorn, erschien 1759 unter dem Titel Des Herrn de Montesquiou [sic!] Persianische Briefe in Frankfurt und Leipzig. Grundlage seiner Übersetzung, die er mit Anmerkungen versah, ist die Version B, die 1721 in Amsterdam erschienen ist. 1760 erschien eine zweite verbesserte Auflage.
Zu Beginn des 19. Jahrhunderts übersetzte Sophie Mereau Teile aus den Persischen Briefen und veröffentlichte sie 1802 und 1803 in Fortsetzungen in der von ihr herausgegebenen Frauenzeitschrift Kalathiskos, die aber bereits nach zwei Jahren ihr Erscheinen einstellen musste. Mereau hat in ihrer wenig sorgfältigen und gekürzten Ausgabe u. a. mehrere Briefe ausgelassen, ohne dies kenntlich zu machen. 1968 gab der Verlag Lambert Schneider in seiner Reihe „Deutsche Neudrucke der Goethezeit“ eine Faksimile-Ausgabe mit einem Kommentar von Peter Schmidt heraus.
- Montesquieu's Persische Briefe. Deutsch von Adolf Strodtmann. Mit einer biographischen Einleitung von Adolf Stern. Mit einem Vorwort von Hermann Hettner. Eichhoff, Berlin 1866. (Volksbibliothek der Literatur des achtzehnten Jahrhunderts. 4. Teil.)
- Charles-Louis de Montesquieu: Perserbriefe.  Aus dem Franz. von Jürgen von Stackelberg. Mit Anmerkungen zum Text und einem Nachwort. Frankfurt a. M.: Insel-Verl. 1988. ISBN 978-3-458-14337-6
- Charles-Louis de Secondas, Baron de la Brède et de Montesquieu: Persische Briefe. Übers. u. hrsg. von Peter Schunck. Stuttgart: Reclam, bibliograph. erg. Ausg. 2004. (Reclams Universal-Bibliothek. 2051.) ISBN 978-3-15-002051-7
- Montesquieu: Persische Briefe. Roman. Nach der Übersetzung von Christian Ludwig von Hagedorn [1759] anhand des französischen Originals, durchgesehen u. behutsam modernisiert von Bärbel Brands. Aufbau Media, Berlin 2005; Lizenzausgabe Weltbild, ISBN 3-8289-7925-4.